# Janes tierische Abenteuer
Janes tierische Abenteuer (Originaltitel: Jane) ist eine Kinder Fernsehserie, die am 14. April 2023 Premiere auf Apple TV+ hatte. Die Geschichte basiert auf den Werken von Jane Goodall, es handelt sich um eine Koproduktion des Jane Goodall Institutes mit dem kanadischen Sinking Ship Entertainment. Die Serie zeigt ein junges Mädchen (Jane Garcia), das einen ganz besonderen Bezug zu Tieren hat.
Die Erstausstrahlung erfolgte in den Vereinigten Staaten und Deutschland am 14. April 2023.

## Handlung
Basiert auf den werken von Jane Goodall, die serie handelt von Jane Garcia (10) begibt sich mit ihren besten Freundin (David) und einem Schimpansen (Graubart) auf ein Abenteuer, um die wilden Tiere der Welt zu schützen.

## Produktion und Veröffentlichung
Die Serie wurde 2021 von Apple TV+ bestellt. Die Besetzung der Serie wurde im Januar 2023 bekannt gegeben, mit Ava Louise Murchison in der Titelrolle.

## Synchronisation
Die deutsche Synchronfassung entstand bei der Iyuno-SDI Group Germany GmbH, in Berlin.
| Rolle       | Englischer Sprecher  | Deutsch Sprecher |
| ----------- | -------------------- | ---------------- |
| Jane Garcia | Ava Louise Murchison | Lou von Lenski   |
| David       | Mason Blomberg       | Anton Römer      |
| Maria       | Tamara Almeida       |                  |
| Annisa      | Elise Bauman         | Janka Horakova   |
| Janes Vater | Mark McKinney        | Matthias Klages  |
| Lucas       | Dan Abramovici       |                  |
| Millie      | Jazz Allen           |                  |
| Kevin       | Sam Marra            |                  |

## Episodenliste
| #  | Dt. Titel               | Originaltitel          | Erstausstrahlung (US, Kanada) | Erstausstrahlung (DE) |
| -- | ----------------------- | ---------------------- | ----------------------------- | --------------------- |
| 1  | Der Eisbär              | Ursus maritimus        | 14. April 2023                | 14. April 2023        |
| 2  | Der Weiße Hai           | Carcharodon carcharias | 14. April 2023                | 14. April 2023        |
| 3  | Die Honigbiene          | Apis mellifera         | 14. April 2023                | 14. April 2023        |
| 4  | Der Goldkronen-Flughund | Acerodon jubatus       | 14. April 2023                | 14. April 2023        |
| 5  | Der Gharial             | Gavialis gangeticus    | 14. April 2023                | 14. April 2023        |
| 6  | Der Blauwal             | Balaenoptera musculus  | 14. April 2023                | 14. April 2023        |
| 7  | Der Monarchfalter       | Danaus plexippus       | 14. April 2023                | 14. April 2023        |
| 8  | Das Schwarze Nashorn    | Diceros bicornis       | 14. April 2023                | 14. April 2023        |
| 9  | Das Karibu              | Rangifer tarandus      | 14. April 2023                | 14. April 2023        |
| 10 | Der Tiger               | Rangifer tarandus      | 14. April 2023                | 14. April 2023        |